# Bohumil Doležal
Bohumil Doležal ist ein ehemaliger tschechoslowakischer Skispringer.

## Werdegang
Sein internationales Debüt feierte Doležal bei der Vierschanzentournee 1970/71. Nach einem 24. Platz in Oberstdorf und Platz 23 in Garmisch-Partenkirchen erreichte er in Innsbruck und Bischofshofen jeweils den neunten Platz. Seine erste und erfolgreichste Tournee beendete er auf dem zehnten Platz der Gesamtwertung. Bei der Vierschanzentournee 1971/72 landete er ausnahmslos jenseits der Top 40. Damit erreichte er trotzdem noch Rang 38 der Gesamtwertung. 1972 gewann er den Tatra Cup. Bei der Vierschanzentournee 1972/73 konnte er seine Leistungen noch einmal leicht steigern und erreichte in Innsbruck noch einmal Rang 18. Am Ende lag er bei seiner letzten Tournee auf Platz 32 der Gesamtwertung.

## Erfolge

### Vierschanzentournee-Platzierungen
| Saison  | Platz | Punkte |
| ------- | ----- | ------ |
| 1970/71 | 10.   | 859,8  |
| 1971/72 | 38.   | 797,8  |
| 1972/73 | 32.   | 764,5  |